# Пањако
Пањако (итал. Pagnacco) је насеље у Италији у округу Удине, региону Фурланија-Јулијска крајина.
Према процени из 2011. у насељу је живело 4537 становника. Насеље се налази на надморској висини од 150 м.

## Становништво
Према резултатима пописа становништва 2011. у општини је живело 5.044 становника.
| 1951. | 1961. | 1971. | 1981. | 1991. | 2001. | 2011. |
| ----- | ----- | ----- | ----- | ----- | ----- | ----- |
| 3.183 | 2.907 | 3.019 | 3.744 | 4.255 | 4.606 | 5.044 |

## Партнерски градови
- Целдемелк